# Iglesia de San Effimianos

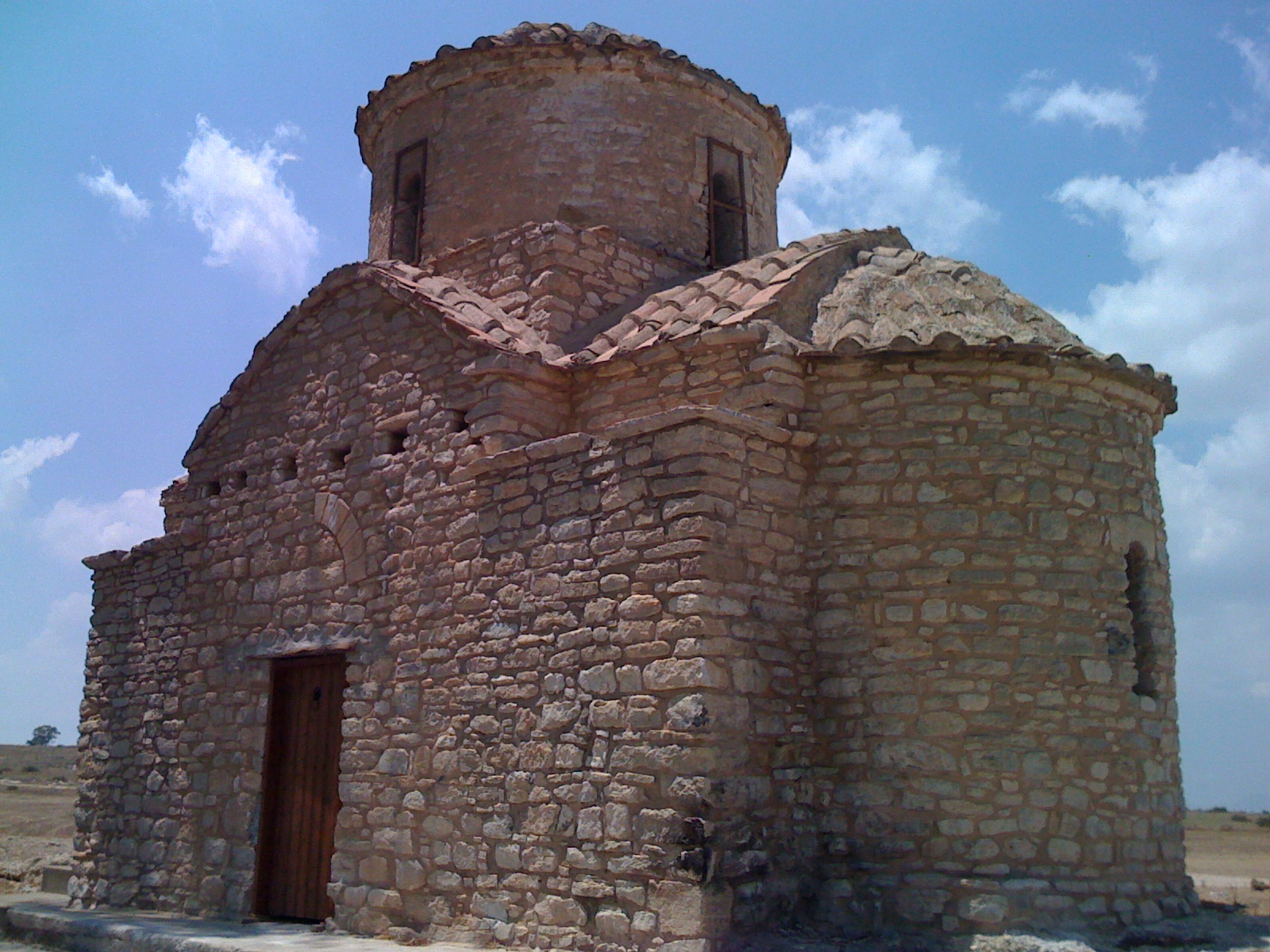
Iglesia de San Eufemiano

La Iglesia de San Eufemiano (griego: Άγιος Ευφημιανός) es una pequeña iglesia medieval en Chipre del Norte, ubicada unos 2 km al suroeste de la localidad de Lysi en el distrito de Famagusta. Es un edificio de piedra muy pequeño, con una sola cúpula y el interior decorado con frescos de los siglos xiii y xiv.
Según una inscripción en la parte inferior del ábside, el templo fue dedicado por Laurentios, abad del Monasterio de San Andrónico, a San Themonianos, un santo local. El nombre de San Themonianos es casi seguro una corrupción de san Eufimianos.